# 러브러브 맨해튼/ALIVE-LIFE
《러브러브♥맨해튼 / ALIVE-LIFE》은 TOKIO가 부른 29번째 싱글 곡이다.

## 설명
- 〈ラブラブ♥マンハッタン〉은 멤버 마츠오카 마사히로가 주연한 드라마 《맨하탄 러브스토리》의 주제곡으로 타이업되었다.
- 〈ALIVE-LIFE〉는 TOKIO 버라이어티 프로그램인 후지TV 《멘토레G》 엔딩곡으로 2003년 10월에서부터 2004년 9월까지 사용되었다.

## 수록곡
1. ラブラブ♥マンハッタン
  - 작사 : 쿠도 칸쿠로 / 작곡 : 토미자와 타쿠 / 편곡 : 토미자와 타쿠·KAM
2. ALIVE-LIFE 
  - 작사·작곡 : 시미즈 아키오 / 편곡 : 요시오카 타쿠
3. ラブラブ♥マンハッタン (Backing Track)
4. ALIVE-LIFE (Backing Track)